# Lenhartsville
Lenhartsville est un borough situé au nord du comté de Berks, en Pennsylvanie, aux États-Unis,. En 2010, il comptait une population de 165 habitants. Il est incorporé en 1887.

## Démographie
Lors du recensement de 2010, le borough comptait une population de 165 habitants. Elle est estimée, le 1er juillet 2019, à 168 habitants.

### Source de la traduction
- (en) Cet article est partiellement ou en totalité issu de l’article de Wikipédia en anglais intitulé « Lenhartsville, Pennsylvania » (voir la liste des auteurs).